# Deep Rising
Deep Rising (titulada Deep Rising: El misterio de las profundidades en España y Agua viva en Hispanoamérica) es una película estadounidense de acción y terror de 1998 dirigida por Stephen Sommers y protagonizada por Treat Williams, Famke Janssen y Anthony Heald. Fue distribuida por Hollywood Pictures y Cinergi Pictures, y estrenada en los Estados Unidos el 30 de enero de 1998.

## Argumento
John Finnegan (Treat Williams) es contratado para llevar a un grupo de mercenarios liderados por Hanover (Wes Studi) a un punto en medio del océano.
Mientras tanto, en el lujoso crucero Argonautica, la ladrona de guante blanco Trillian (Famke Janssen) es encerrada por el capitán en la cámara frigorífica, lo cual es una suerte para ella ya que poco después el barco es atacado por unas criaturas que emergen de las profundidades. Los mercenarios, que planeaban robar también en el crucero, suben a bordo y lo encuentran todo manchado de sangre y sin rastro de los pasajeros, lo que les parece un poco extraño. Explorando el barco encuentran a algunos supervivientes, en estado de pánico: no es para menos, porque unos extraños tentáculos gigantes carnívoros han acabado con la tripulación y ahora van matando uno por uno a todos los mercenarios. 
Finnegan se las arregla para sobrevivir y salvar a la ladrona escapando en una moto de agua tras descubrir que los tentáculos son parte de una criatura gigantesca que se ha acomodado dentro del crucero.
Finnegan usa los torpedos que habían traído los mercenarios para volar el crucero y matar al monstruo gigante.
En un extraño y ambiguo epílogo, Finnegan y Trillian llegan a una isla selvática donde pronto escuchan rugidos parecidos a los de un dinosaurio y el ruido de algo enorme que avanza entre los árboles.

## Reparto
- Treat Williams como John Finnegan.
- Famke Janssen como Trillian Saint James.
- Anthony Heald como Simon Canton.
- Kevin J. O'Connor como Joey "Tooch" Pantucci.
- Wes Studi como Hanover.
- Derrick O'Connor como el capitán Atherton.
- Jason Flemyng como Mulligan.
- Cliff Curtis como Mamooli.
- Clifton Powell como Mason.
- Trevor Goddard como T-Ray Jones.
- Djimon Hounsou como Vivo.
- Clint Curtis como Billy.
- Una Damon como Leila.

## Recepción
La película recibió mayormente críticas negativas. Pasó a formar parte de la lista de películas más odiadas de Roger Ebert. En sus propias palabras, "Deep Rising es básicamente un clon de Alien con una nueva capa de pintura."
La web Filmaffinitty la considera una comedia involuntaria.
En su fin de semana de estreno obtuvo $4,737,793, un 42% de sus ganancias totales. Deep Rising acabó siendo una box office bomb, con unas ganancias totales algo superiores a $11,000,000, comparados con el presupuesto de $45,000,000.